# Prix Joseph L. Doob
Le prix Joseph L. Doob est une distinction mathématique décernée par l'American Mathematical Society et créée en 2005. Le prix est remis tous les trois ans, pour une monographie de recherche remarquable. Il porte le nom de Joseph Leo Doob et il est doté par Paul Halmos et son épouse. Le prix est doté d'une somme de 5 000 $. L'ouvrage ne doit pas avoir été publié depuis plus de six ans.

## Lauréats
- 2005 William Thurston pour Three-dimensional Geometry and Topology (Princeton University Press 1997)[2].
- 2008 Enrico Bombieri et Walter Gubler pour Heights in Diophantine Geometry (Cambridge University Press 2006)[3].
- 2011 Peter Kronheimer et Tomasz Mrowka pour Monopoles and Three Manifolds (Cambridge University Press 2007)[4].
- 2014 Cédric Villani pour Optimal Transport: Old and New (Springer Verlag 2009)[5],[6].
- 2017 John Friedlander et Henryk Iwaniec pour Opera de Cribro (AMS, 2010)[7].
- 2020 René Carmona et François Delarue pour Probabilistic Theory of Mean Field Games with Applications (Springer, 2018)[8].
- 2023 Bjorn Poonen pour Rational Points on Varieties (AMS, 2017)[9].